# Интел
Intel Corporation (Интел) е базирана в град Санта Клара, щата Калифорния, САЩ мултинационална корпорация, известна най-вече с производството на микропроцесори и специализирани интегрални схеми.
Intel е производител на мрежови карти, чипсети за системни платки, компютърни компоненти и други устройства. Intel разработва изследователски проекти във всички области на полупроводниковата промишленост.

## История
Intel е основана през 1968 г. от Гордън Мур (Gordon E. Moore – химик и физик) и Робърт Нойс (Robert Noyce – физик) с рисков капитал, предоставен от Артър Рок. Третият служител в компанията е Андрю Гроув (Andrew Grove – инженер-химик, известен още като Andy Grove), който е начело на компанията през по-голямата част на 80-те и 90-те години на 20 век. Той е останал в историята като ключовата фигура в Intel. Към края на 90-те години Intel е вече една от най-големите и най-успешните корпорации в света, въпреки че жестоката конкуренция в полупроводниковата индустрия е влошила до известна степен нейната позиция.

### Ранни години
Още от създаването си Intel получава признание заради умението си да правят логически схеми, базирани на полупроводникови устройства. Целта на компанията е полупроводниковата компютърна памет, за която се смятало, че ще замени паметта на магнитна основа. Първият продукт на компанията, осигурил бърз вход в пазара за памети през 1969 г., е 3101 Schottky TTL bipolar 64-битова статична памет с произволен достъп (SRAM), която е двойно по-бърза от по-ранния Schottky диод на Fairchild и Електротехнологичната лаборатория в Цукуба, Япония. Същата година Intel създават и 3301 Schottky bipolar 1024-битова памет (ROM) и първия комерсиален SRAM чип, 256-битовият 1101, основан на метал-оксид-силициев транзистор (MOS transistor; MOSFET).
Макар че чипът 1101 представлява огромен напредък, сложната статична структура на клетките му е  прекалено бавна и скъпа за мейнфрейм компютрите. Проблемът е коригиран с тритранзисторната клетка, използвана в първата комерсиална динамична памет с произволен достъп (DRAM), 1103 излязла през 1970 г. Тя е най-продаваният полупроводников чип компютърна памет до 1972, тъй като заменя магнитния запис в много приложения. Бизнесът на Intel се разраства много през 70-те години на XX век, защото подобряват производствените си процеси и започват да произвеждат повече продукти.
Intel създават първия комерсиално достъпен микропроцесор Intel 4004 през 1971 г. Микропроцесорът е голям напредък в технологията на интегралните схеми. Той  минимизира централния процесор на компютъра, което прави възможно по-малки машини да извършват задачи, които дотогава са възможни само за мейнфрейм. Трябва обаче да се направят значителни технологически иновации, преди микропроцесорът да стане основа на персоналния компютър. Intel създава и един от първите персонални компютри през 1973 г.
До края на 80-те години, от позицията на доставчик на микропроцесори за IBM и на конкурентите на IBM в бързо растящия пазар на персонални компютри, Intel реализира 10-годишен период на безпрецедентен растеж и става най-големият (и най-печелившият) хардуерен доставчик за PC индустрията, част от печелившата „Wintel“ комбинация. През 1991 г. с маркетинговата кампания Intel Inside Intel свързват лоялността към марката с избора на потребителите, така че до края на 1990-те тяхната серия Pentium добива широко разпространение.

### Произход на името
Г. Мур и Р. Нойс са искали да нарекат новата си компанията Moore-Noyce. Това име обаче не било много подходящо за компания, произвеждаща електроника, тъй като нойс по звучене съвпада си друга английска дума – noise (шум), която се асоциира с електрически смущения (нежелателно). Така те решили да нарекат компанията INTegrated ELectronics или Intel за краткост. Intel обаче вече била запазена марка на верига хотели, затова се наложило да я откупят.

### Памети и микропроцесори
В началото фирмата се ориентира към производството на полупроводникови памети по метода на планарната технология и е водеща в тази област до края 1970-те години.
През 1969 г. започват преговори с японската фирма за производство на (калкулатори) Busicom (известна и с името NCM – Nippon Calculating Machine Corporation) за създаване на набор от интегрални схеми за ново поколение калкулатори. В началото техническото задание изисквало да се разработят 13 различни вида интегрални схеми. По това време обаче Intel няма ресурси за изработката на толкова голям брой нови логически чипове. Тогава Тед Хоф (Ted Hoff – бивш инженер от Станфордския университет) предлага алтернативен вариант. Вместо да се създават отделни специализирани чипове, той предлага да се разработи програмируем чип с общо предназначение, който да бъде програмиран за изпълнение на аритметични операции. В процеса на разработка ръководството на Intel осъзнава стратегическата важност на разработвания чип и започва преговори за промяна на лиценза. Вместо да предоставя изключителните права върху разработените чипове на поръчителя, Intel искала да запази правото за производство и продажба на лицензи и за други потребители. Компанията Busicom е в затруднено финансово положение и за 60 хиляди щатски долара Intel получава изключителните права върху новия чип. Впоследствие този чип получава номер 4004 и името микропроцесор.

### Първи микропроцесори
Изчислителната мощност на процесора Intel 4004 била равна на мощността на компютъра ENIAC и за времето си той предлагал оптимално съотношение цена/производителност, но бил все още недостатъчно мощен за използване в компютри. Скоростта на увеличаване на изчислителната мощност на процесорите обаче била поразителна. Още през 1965 г.  Мур забелязал една важна тенденция – всеки нов чип имал около 2 пъти повече транзистори, респективно изчислителна мощност, и всеки такъв чип влизал в производство в рамките на 18 – 24 месеца след предходния. Това е известният Закон на Мур, който е в сила и към 2020 и  се използва от специалисти по планиране и прогнозиране.
Intel започва да развива микропроцесорната технология и да произвежда все по-мощни чипове. През 1972 г. се появява 8-битовият процесор Intel 8008. През 1974 г. Intel произвежда процесора Intel 8080, който се използва масово в първите персонални компютри. През 1978 г. се появява 16-битовият процесор Intel 8086. Микропроцесорите стават основен продукт на Intel чак в средата на 80-те.

### От памети към микропроцесори
През 1983 г., в началото на ерата на персоналните компютри, печалбите на Intel намаляват под натиска на японските производители на полупроводникова памет. Тогавашният президент на компанията А. Гроув фокусира компанията върху производството на микропроцесори. Ключов елемент от неговия план е тогава смятаната за радикална идея Intel да стане единственият доставчик на популярния тогава микропроцесор Intel 8086 и неговите следващи версии.
Дотогава потребителите не можели да разчитат на един-единствен доставчик за производството на сложни интегрални схеми, но Гроув започва да произвежда процесори в 3 географски отдалечени една от друга фабрики и прекратява лицензните си отношения с конкурентни производители като Zilog и AMD. В резултат от тези действия, Intel става главният печеливш от бума на пазара на персонални компютри в края на XX век.
Въпреки огромната значимост на микропроцесора 4004 и неговите наследници 8008 и 8080, те не носят сериозни приходи за Intel. При завършването на следващия процесор 8086 (както и неговия вариант 8088) през 1978 г. Intel се впуска в мащабна рекламна и маркетингова кампания, наречена операция „Crash“ (в превод мачкане), чиято цел е да се спечели повече клиенти.
Стъпка към победата става използването на 8088 в дизайна на новосъздадения модел PC на IBM, макар никой на времето да не осъзнава важността ѝ. IBM представя своя персонален компютър през 1981 г. и той жъне успех. През 1982 г. Intel произвежда процесора 80286, който след две години е използван в IBM PC/AT. Циментирането на позицията на Intel като главен доставчик на компоненти за PC индустрията става след като Compaq (която първа започва производство на т. нар. "клонирани" или IBM/PC съвместими компютри) през 1985 г. предлага система, базирана на процесора 80286, а през 1986 г. произвежда и първата система, базирана на процесора 80386. По този начин фирмата изпреварва IBM в областта на персоналните компютри и освен това създава конкурентен пазар за PC съвместими компютри.

### Роля за възхода на технологиите
През 1990-те Intel прави много иновации в архитектурата и хардуера на персоналните компютри: шината PCI; шината USB; шината AGP; доминиращата днес архитектура за многопроцесорни сървъри.
В областта на софтуера успехите са по-ограничени. Софтуерът за графика и видео изиграва важна роля за развитието на цифровото видео, но тези успехи са временни и впоследствие са омаловажени от конкурентните продукти на Microsoft. Конкурентната борба между Intel и Microsoft е разкрита в материалите на антитръстовия процес срещу Microsoft.
Без съмнение, Intel е движещата сила за напредъка в планарната технология. Непрекъснатото намаляване на единичните размери на електронните компоненти в съответствие със закона на Мур води до повишаване на ефективността на производствения процес и има за следствие поевтиняване на компонентите.
От 2011 г. Intel решават да интегрират графични функции в самия процесор. Дотогава в голяма част от компютрите на пазара графичната карта е интегрирана в дъното, консумира повече електричество и отделя топлина. С новото поколение процесори i3, i5, i7 Intel предлага графика и процесор в едно на доста добра цена.

### Конкуренция и антитръстови дела
Превъзходството на Intel на пазара на x86 съвместими микропроцесори води до множество обвинения в нарушение на антитръстовите закони през годините. Федералната търговска комисия (FTC) прави разследвания в края на 80-те и през 1999 г. Заведени са и граждански дела като например искът на DEC от 1997 г. и патентното дело от страна на Intergraph. По едно време Intel контролира над 85% от пазара на 32-битови микропроцесори за PC. Тази доминираща пазарна позиция, съчетана с правни ходове от страна на Intel (като печално известното дело по патент 338 срещу производителите на персонални компютри), правят компанията мишена за съдебни процеси, но много малко от тези дела дават някакъв резултат.
Единственият сериозен конкурент на Intel на пазара на x86 съвместими процесори е Advanced Micro Devices (AMD), с която Intel има споразумение за пълно крос-лицензиране още от 1976 г. (т.е. всеки един от партньорите може да използва патентованите технологии на другия без заплащане). Съществуват и други по-малки конкуренти, като VIA Technologies и Transmeta, които произвеждат процесори с ниска консумация на енергия, предназначени основно за мобилни устройства.

## Финансова информация
Пазарната капитализация на Intel по данни от февруари 2015 г. е около 163 милиарда щатски долара. Акциите на компанията се котират на борсата NASDAQ със символа INTC.